# スプレッド (食品)
スプレッド（英: spread）とは、パンやクラッカーなどに塗る「塗り物」のこと。
英語の動詞としての「広げる」、または「薄く延ばす」という意味に由来する。
なお、アメリカ食品医薬品局（FDA）の基準では、果実と砂糖を煮詰めて作る「ジャム」のうち、糖度65 %以上でかつフルーツを45 %以上含むものをジャムと定義し、糖度65 %以下のものをスプレッドと呼ぶ。

## 主なスプレッド
- 乳製品
  - バター
    - ムナボイ

  - クリーム
    - カスタードクリーム
    - クロテッドクリーム

  - チーズ・スプレッド
    - リプタウアー
    - クリームチーズ

  - ドゥルセ・デ・レチェ
- マーガリン
  - ファットスプレッド
- 獣脂
  - シュマルツ
  - ラード
- 種子に由来するもの
  - ピーナッツバター
  - タヒーニ (Tahini)
  - フムス
  - ハルヴァ（果物や野菜でも作られる）
  - ヌテラ
  - チョコスプレッド
  - マーシャルビーンズ（チョコ大豆）
- 師管液（樹液など）に由来するもの
  - メープルシロップ、メープルクリーム、メープルバター
  - モラセス
- 果物に由来するもの
  - ジャム
    - マーマレード

  - スラトコ
- 肉に由来するもの
  - パテ
    - フォアグラ

  - リエット
  - クレトン
- 蜂蜜
- 酵母エキスに由来するもの
  - マーマイト
  - ベジマイト
- 香辛料に由来するもの
  - ビベルサルチャ（唐辛子）